# Tiếng Chinantec Ozumacín
Tiếng Chinantec Ozumacín (Chinanteco de San Pedro Ozumacín) là một ngôn ngữ Chinantec sử dụng tại các thị trấn San Pedro Ozumacín, Ayotzintepec, Santiago Progreso nằm ở phía bắc Oaxaca, Mexico.

## Ngữ âm

### Nguyên âm
Tiếng Chinantec Ozumacín có 10 nguyên âm, trong có những âm này có thể là âm miệng hoặc âm mũi. Nguyên âm dài được viết bằng cách nhân đôi, nhưng cách viết này dựa trên sự so sánh với các ngôn ngữ Chinantec khác; sự khác biệt rõ ràng đang bị mất đi trong tiếng Chinantec Ozumacín.
|      | Trước    | Giữa  | Sau |
| ---- | -------- | ----- | --- |
| Đóng | i, y ⟨ʉ⟩ | ɨ ⟨ɨ⟩ | u   |
| Giữa | e, ø ⟨ø⟩ | ɘ ⟨ë⟩ | o   |
| Mở   | æ ⟨ä⟩    |       | a   |

Nguyên âm mũi được gạch chân (v.d. ji̱i̱ˊ 'giường'). Cách viết này không được viết sau phụ âm mũi khi không có sự tương phản với nguyên âm miệng.
Các nguyên âm tròn môi trước có nguồn gốc từ lịch sử do ảnh hưởng của phụ âm vòm lên nguyên âm sau.

## Phụ âm
Bàng này liệt các phụ âm và chữ cái tương đương của chúng:
|                |               | Môi | Lợi       | Sau lợi | Ngạc cứng | Ngạc mềm | Ngạc mềm | Ngạc mềm | Thanh hầu | Thanh hầu | Thanh hầu |
| th.            | nch.          | Môi | Lợi       | Sau lợi | Ngạc cứng | mh.      | th.      | nch.     | mh.       |           |           |
| -------------- | ------------- | --- | --------- | ------- | --------- | -------- | -------- | -------- | --------- | --------- | --------- |
| Mũi            | Mũi           | m   | n         |         | ɲ ⟨ñ⟩     | ŋ ⟨ng⟩   |          |          |           |           |           |
| Tắc và tắc-xát | vô thanh      | p   | t         | tʃ ⟨ch⟩ |           | k        | kʲ ⟨ky⟩  | kʷ ⟨kw⟩  | ʔ ⟨h⟩     | ʔʲ ⟨hy⟩   | ʔʷ ⟨hw⟩   |
| Tắc và tắc-xát | hữu thanh     | b   | d dz ⟨ds⟩ | dʒ ⟨ll⟩ |           | ɡ        | ɡʲ ⟨gy⟩  | ɡʷ ⟨gw⟩  |           |           |           |
| Xát            | Xát           |     | s         |         |           |          |          |          | h ⟨j⟩     | hʲ ⟨jy⟩   | hʷ ⟨jw⟩   |
| Nước           | Nước          |     | l, ɾ ⟨r⟩  |         |           |          |          |          |           |           |           |
| Bán nguyên âm  | Bán nguyên âm |     |           |         | j ⟨y⟩     | w        |          |          |           |           |           |

1. ↑  ñ có thể là /j/ khi đứng trước một nguyên âm mũi.

Các từ thuần hiếm có âm /p/ và /b/. Ngoài các từ mượn, âm /d/ chỉ xuất hiện trong hậu từ daˊ, chức năng của nó là để đọc dạng mệnh lệnh một cách mềm mại. Chữ c và f chỉ sử dụng trong từ mượn tiếng Tây Ban Nha.
/h/ kết hợp với các âm /l, m, n, ɲ, ŋ/ tạo thành [l̥, m̥, n̥, ɲ̊, ŋ̊].

### Thanh điệu
Tiếng Chinantec Ozumacín có 9 thanh điệu:
| Thanh điệu          | Ví dụ | Bản dịch                           |
| ------------------- | ----- | ---------------------------------- |
| thanh cao           | tooˈ  | cối đá giã                         |
| thanh trung         | tooˊ  | hạt của cây Magnolia guatemalensis |
| thanh thấp          | tooˉ  | chuối                              |
| thanh đạn đạo cao   | kooꜗ  | (nó) sẽ đốt                        |
| thanh đạn đạo trung | kooꜘ  | ở cạnh                             |
| thanh đạn đạo thấp  | kooꜙ  | (anh/cô ấy) đang chới              |
| thanh đi lên cao    | juuhꜚ | (thông? dứa? TBN. piña)            |
| thanh đi lên trung  | juuh˜ | (anh/cô ấy) đang ho                |
| thanh đi lên thấp   | juuhˋ | ho!                                |

Các âm tiết đạn đạo được đánh dấu bằng độ cao giảm mạnh.